# North Coast 500
La North Coast 500, chiamata anche NC500, è una strada panoramica di 830 km che si snoda lungo la costa settentrionale della Scozia, che inizia e finisce al castello di Inverness. Il percorso è stato lanciato nel 2015, collegando molte località delle Highlands della Scozia del nord con un unico itinerario turistico.

## Itinerario

Itinerario della North Coast 500

Il percorso attraversa le contee di Inverness-shire, Ross and Cromarty, Sutherland e Caithness.
Il percorso inizia a Inverness e attraversa Muir of Ord, Applecross, Gairloch, Ullapool, Scourie, Durness, Thurso, John o'Groats, Wick, Dunrobin Castle, Dingwall per poi tornare a Muir di Ord e Inverness.

## Storia
La North Coast 500 è stata lanciata a marzo 2015 dal Tourism Project Board della North Highland Initiative (NHI) nel tentativo di far coinvolgere varie località nel settore turistico scozzese, per poter portare dei benefici alle imprese e attività presenti lungo la strada.
Nel 2015 la strada è stata inserita nella "Top 5 Coastal Routes in the World" da Now Travel Magazine. È stata descritta come la "Scotland's Route 66".